# Ngân hàng gen
Ngân hàng gen (Tiếng Anh: Genomic library) của một sinh vật là một tập hợp các trình tự DNA cấu thành bộ gen gắn với vector; chỉ biểu diễn tổng số của gen và được tạo ra từ một bộ sưu tập DNA tái tổ hợp các chuỗi mã hóa và chuỗi không mã hóa. Ngân hàng bộ gen được thiết lập với bất kỳ loại tế bào nào của sinh vật nghiên cứu.

## Quy trình thiết lập ngân hàng gen
- Bước 1, tách, làm sạch DNA của sinh vật.
- Bước 2, cắt DNA thành những đoạn gen xác định bằng enzyme RE loại 2 (trong thực tế thường sử dụng enzyme EcoRI);
- Bước 3, chọn vector để tạo dòng gen, thường là cosmid, phage λ. Các vector nãy cũng được cắt bởi EcoRI.
- Bước 4, tạo vector tái tổ hợp và đóng gói trong vỏ phage.
- Bước 5, đưa vector tái tổ hợp vào tế bào chủ và tạo dòng.
- Bước 6, xác định đặc tính và biểu hiện của dòng vi khuẩn vừa lập;
- Bước 7, sàng lọc để tách những vector chứa DNA mong muốn, từ đó xây dựng ngân hàng bộ gen.